# Komenda Główna Państwowej Straży Pożarnej
Komenda Główna Państwowej Straży Pożarnej – jednostka organizacyjna Państwowej Straży Pożarnej, przy pomocy której Komendant Główny Państwowej Straży Pożarnej realizuje zadania określone w ustawach.

## Komendant Główny Państwowej Straży Pożarnej
Komendant Główny Państwowej Straży Pożarnej jest centralnym organem administracji rządowej, właściwym w sprawach organizacji krajowego systemu ratowniczo-gaśniczego oraz ochrony przeciwpożarowej. 
Komendant Główny PSP podległy jest ministrowi właściwemu do spraw wewnętrznych. Jest powoływany i dowoływany przez Prezesa Rady Ministrów na wniosek ministra właściwego do spraw wewnętrznych. Zastępców Komendanta Głównego PSP powołuje i odwołuje minister właściwy do spraw wewnętrznych na wniosek Komendanta Głównego PSP. Komendant Główny PSP jest przełożonym wszystkich funkcjonariuszy Straży Pożarnej.
Do zakresu działania Komendanta Głównego PSP należy w szczególności:
- kierowanie krajowym systemem ratowniczo-gaśniczym
- nadzorowanie rozpoznawania zagrożeń pożarowych i innych miejscowych zagrożeń
- kierowanie pracą Komendy Głównej PSP
- nadzorowanie działalności komendantów wojewódzkich PSP
- określanie struktury organizacyjnej komend wojewódzkich i rejonowych PSP
- ustalanie siedzib, norm liczebności i wyposażenia jednostek ratowniczo-gaśniczych PSP
- inicjowanie przedsięwzięć oraz prac naukowo-badawczych w zakresie ochrony przeciwpożarowej i działań ratowniczych
- organizowanie kształcenia zawodowego, nadzorowanie działalności komendantów szkół i dyrektorów jednostek badawczo-rozwojowych – w zakresie określonym odrębnymi przepisami
- wspieranie inicjatyw społecznych zmierzających do rozwoju ochrony przeciwpożarowej.

## Kierownictwo[4]
Komendant główny PSP:
- nadbryg. Wojciech Kruczek od 27 lutego 2025[5]

Zastępcy komendanta głównego PSP:
- nadbryg. mgr inż. Paweł Frysztak od 15 stycznia 2024[6]
- nadbryg. Józef Galica od 2 lutego 2024[7]
- nadbryg. dr. inż. Grzegorz Szyszko od 2 lutego 2024

## Komendanci główni Państwowej Straży Pożarnej[8]
- gen. brygadier Feliks Dela – od 25 lutego 1992 do 3 stycznia 1997
- nadbryg. Ryszard Korzeniewski – od 3 stycznia 1997 do 27 września 1997
- p.o. komendanta nadbryg. Ignacy Ścibiorek – 28 września 1997 do 10 grudnia 1997
- gen. brygadier Zbigniew Meres – od 10 grudnia 1997 do 30 maja 2002
- gen. brygadier Teofil Jankowski – od 30 maja 2002 do 31 maja 2005
- nadbryg. Piotr Buk – od 1 czerwca 2005 do 3 listopada 2005
- nadbryg. Kazimierz Krzowski – od 3 listopada 2005 do 11 stycznia 2007
- st. bryg. dr inż. Witold Skomra – od 12 stycznia 2007 do 26 kwietnia 2007
- nadbryg. Marek Kubiak – od 27 kwietnia 2007 do 2 stycznia 2008
- gen. brygadier Wiesław Leśniakiewicz – od 3 stycznia 2008 do 21 grudnia 2015
- gen. brygadier Leszek Suski – od 22 grudnia 2015 do 5 grudnia 2019
- gen. brygadier Andrzej Bartkowiak – od 5 grudnia 2019 do 9 stycznia 2024
- nadbryg. Mariusz Feltynowski – od 10 stycznia 2024 do 26 lutego 2025
- nadbryg. Wojciech Kruczek – od 27 lutego 2025